# Lamprokles
Lamprokles (altgriechisch Λαμπροκλῆς Lamproklḗs; * um 416 v. Chr.; † nach 399 v. Chr.) war einer der drei Söhne des griechischen Philosophen Sokrates (* 469 v. Chr.; † 399 v. Chr.), nicht zu verwechseln mit dem gleichnamigen athenischen Musiker.
Während Lamprokles aus der Ehe des Sokrates (mit der sprichwörtlich schwierigen und zänkischen Xanthippe) hervorging, stammen die anderen beiden Söhne des Denkers, Sophroniskos und Menexenos, möglicherweise aus einer parallel bestehenden Verbindung mit Myrto, einer verarmten Witwe, die Sokrates in sein Haus aufgenommen hatte (möglicherweise wurden zur Zeit des Peloponnesischen Krieges in Athen auch außereheliche Kinder als legitim anerkannt). Lamprokles wuchs mit seinen Brüdern in Alopeke bei Athen auf, wo sein Vater über ein kleines Besitztum verfügte.
Der Historiker Xenophon überliefert in seinen Memorabilia einen Dialog zwischen Sokrates und Lamprokles, in dem Sokrates sich darum bemüht, seinen Sohn dazu zu bringen, seiner streitsüchtigen und barschen Mutter Xanthippe trotz ihrer schwer erträglichen Umgangsformen die von Religion und Gesellschaft geforderte und erwartete Dankbarkeit zu bezeugen. Über das spätere Leben des Lamprokles sind keine Einzelheiten bekannt.